# Src

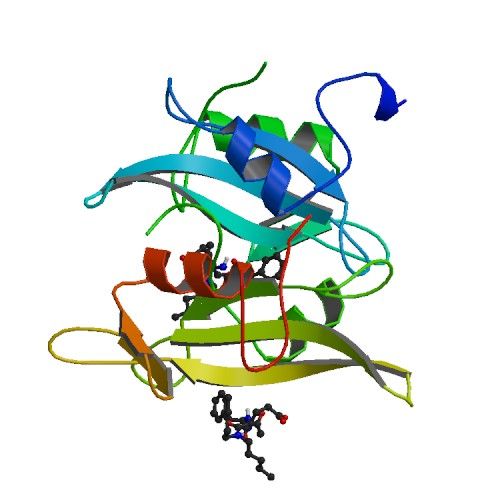
v-src: trojrozměrná struktura

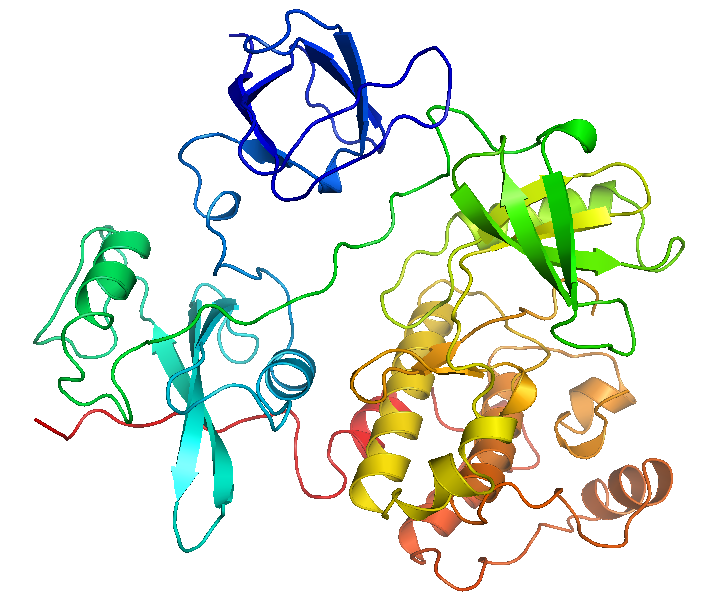
c-src z jiného úhlu pohledu, barevně vyznačeny jednotlivé proteinové domény SH1, SH2, SH3 a SH4

Src (čteno [sark]) je gen a stejnojmenný protein ze Src rodiny, který funguje jako nereceptorická tyrosinkináza (nejedná se tedy o tyrosinkinázový receptor). Jako první objevená tyrosinkináza vůbec je znám pouze u mnohobuněčných živočichů.

## Stavba
Src má velikost asi 60 kDa a na N-konci váže kyselinu myristovou. Díky této mastné kyselině se váže k membráně, nicméně tak slabě, že účinkem fosforylace z ní snadno disociuje do cytosolu.
Skládá se z několika domén, které se od N-konce označují jako SH4, SH3, SH2 a SH1. Zkratky „SH“ znamenají „src homology“ a používají se k označení podobných (homologních) domén i v jiných proteinech, jež tyto domény obsahují. SH4 hraje roli v asociaci s membránou, SH3 umožňuje interakci s polyprolinovými oblastmi, SH2 se váže na fosforylovaný tyrosin, SH1 je samotnou katalytickou doménou umožňující tyrosinkinázovou funkci Src.

## C-src a v-src
Známy jsou dvě varianty Src proteinu:
- c-src je protoonkogen, který v kinázové doméně obsahuje tyrosin, jehož fosforylací je src inhibován; hraje zřejmě významnou roli v buněčné signalizaci a diferenciaci, ale je velmi důkladně regulován.[3]
- v-src je onkogen nacházející se v genomu viru Rousova sarkomu (RSV); liší se od v-src C-terminálním koncem, daný tyrosin u něj chybí, a proto zřejmě nemůže být inhibován. Má schopnost například přetvářet fibroblasty na nádorové buňky.[2]

Kromě již zmíněného C-konce u v-src jsou si velmi strukturně podobné a rozdíly jsou spíše na úrovni několika aminokyselinových záměn. Obě hrají významnou roli ve vzniku nádorového bujení.

## Význam
Nejvyšší exprese dosahuje Src gen v krevních destičkách a v mozku. Role Src v buňkách obratlovců byla studována knockoutem myšího genu pro s-crc. Bylo zjištěno, že takoví mutantní jedinci mají problémy s prořezáváním zubů skrz dáseň a jejich lebka dosahuje nepřirozeného tvaru. Oba problémy zřejmě souvisí s poruchou funkce osteoklastů a následnou odlišnou hustotou kostí. Následky Src knockoutu však nejsou evidentně smrtelné a zdá se tedy, že roli src mohou poměrně dobře zastávat i jiní zástupci Src rodiny. Podobně na tom jsou výsledky výzkumu na D. melanogaster a C. elegans, v obou případech se mutantní jedinci s nefunkčním src genem těší poměrně dobrému zdraví a mutantní fenotyp obvykle není vůbec patrný.